# Чекмарьов Віктор Костянтинович
Ві́ктор Костянти́нович Чекмарьо́в (рос. Виктор Константинович Чекмарёв; 30 січня 1911, Астрахань, Російська імперія — 22 серпня 1987, Ленінград, РРФСР, СРСР) — радянський російський актор. Заслужений артист РРФСР (1951).
З 1957 р. — в студії кіноактора «Ленфільму».

## Фільмографія
- «Андрійко» (1958)
- «Добровольці» (1958)
- «Кружляння життя» (1958)
- «Василь Докучаєв» (1961)
- «Грішниця» (1962)
- «Угрюм-ріка» (1968)
- «Знайди мене, Льоню!» (1971)
- «Будинок будується» (1978)
- «День на роздум» (1980)

Знявся в українських фільмах:
- «Артист із Коханівки» (1961),
- «Новели Красного дому» (1964, Стоколос),
- «Хочу вірити» (1965),
- «Два роки над прірвою» (1966, Тарас Семенович),
- «Пошук» (1967, Ігор Михайлович),
- «Серце Бонівура» (1970, 2 с),
- «Людина в прохідному дворі» (1971, т/ф, 4 с),
- «Дума про Ковпака» («Хуртовина», 1975),
- «Спокута чужих гріхів» (1980) та ін.